# كأس العرب 2012
كأس العرب 2012 هي النسخة التاسعة من بطولة كأس العرب لكرة القدم وقد استضافت مدينتا جدة والطائف في السعودية في الفترة بين من 22 يونيو إلى 6 يوليو 2012 للمرة الثانية بعد بطولة 1985 بتنظيم من الاتحاد العربي لكرة القدم. فاز منتخب المغرب بالبطولة للمرة الأولى.
شهدت البطولة عودة منتخب العراق الأكثر نجاحا للبطولة بحصوله على أربعة ألقاب متتالية بعد غياب استمر خمسة وعشرين سنة بسبب حرب الخليج الثانية.

## الجوائز المالية
الممول الرئيسي للبطولة هي الشركة السنغافورية مجموعة وورلد سبورت التي تصف نفسها بأنها شركة التسويق الرياضية الأولى في آسيا.
تقرر منح صاحب المركز الأول مليون دولار أمريكي بينما يحصل صاحب المركز الثاني على ست مائة ألف دولار أمريكي وصاحب المركز الثالث على ثلاثمائة ألف دولار أمريكي وباقي المنتخبات المشاركة مائتان ألف دولار أمريكي.

## التصفيات
كان الاتحاد العربي لكرة القدم قد أعلن يوم 22 ديسمبر 2012 عن اقامة تصفيات تأهيلية للبطولة. ولكن قبل موعد إجراء القرعة التي حددها الاتحاد يوم 21 يناير 2012 تقرر إلغاء التصفيات المقررة واعتماد مشاركة اثني عشر منتخب وافقوا على المشاركة في النهائيات.

## المنتخبات المشاركة
| أفريقيا - مصر (منتخب المحليين) - ليبيا1 - المغرب (منتخب المحليين) - السودان | آسيا - البحرين - العراق - الكويت - لبنان - فلسطين - السعودية (المستضيف) - اليمن |

### منتخبات لم تتأهل
| أفريقيا - الجزائر - جزر القمر - جيبوتي - موريتانيا - الصومال - تونس | آسيا - الأردن - عمان - قطر - سوريا - الإمارات العربية المتحدة |

1كانت ليبيا قررت إرسال منتخب الشباب تحت 21 سنة ولكن بدلا من ذلك أرسلت المنتخب الأول.

### المشاركات السابقة
| المنتخب                           | الاتحاد القاري | المشاركات السابقة                            |
| --------------------------------- | -------------- | -------------------------------------------- |
| البحرين                           | آسيا           | 4 (1966، 1985، 1988، 2002)                   |
| مصر (المنتخب الأولمبي تحت 23 سنة) | أفريقيا        | 3 (1988, 1992, 1998)                         |
| العراق                            | آسيا           | 4 (1964, 1966, 1985, 1988)                   |
| الكويت                            | آسيا           | 7 (1963، 1964، 1966، 1988، 1992، 1998، 2002) |
| لبنان                             | آسيا           | 6 (1963، 1964، 1966، 1988، 1998، 2002)       |
| ليبيا1                            | أفريقيا        | 3 (1964، 1966، 1998)                         |
| المغرب (منتخب المحليين)           | أفريقيا        | 2 (1998، 2002)                               |
| فلسطين                            | آسيا           | 3 (1966، 1992، 2002)                         |
| السعودية                          | آسيا           | 5 (1985، 1988، 1992, 1998, 2002)             |
| السودان                           | أفريقيا        | 2 (1998، 2002)                               |
| اليمن                             | آسيا           | 2 (1966، 2002)                               |

 الخط العريض يشير إلى أنه حامل لقب بطولة تلك السنة
1عزمت ليبيا على إرسال منتخب الشباب تحت 21 سنة ولكنها غيرت رأيها في اللحظة الأخيرة وأرسلت المنتخب الأول.

## القرعة
تم إجراء القرعة الرسمية في مدينة جدة بالسعودية في 6 مايو 2012. تم تصنيف المنتخبات الأحد عشر حسب التصنيف العالمي لشهر مايو 2012.
| الأوعية  | المنتخب                  | التصنيف العالميحسب مايو 2012 |
| -------- | ------------------------ | ---------------------------- |
| الوعاء 1 | السعودية                 | 89                           |
| الوعاء 1 | ليبيا                    | 39                           |
| الوعاء 1 | مصر                      | 55                           |
| الوعاء 2 | المغرب                   | 62                           |
| الوعاء 2 | العراق                   | 70                           |
| الوعاء 2 | الكويت                   | 87                           |
| الوعاء 3 | البحرين                  | 93                           |
| الوعاء 3 | السودان                  | 113                          |
| الوعاء 3 | الإمارات العربية المتحدة | 121                          |
| الوعاء 4 | لبنان                    | 128                          |
| الوعاء 4 | فلسطين                   | 153                          |
| الوعاء 4 | اليمن                    | 156                          |

انسحب الإمارات بعد إجراء القرعة حيث تم وضعه في المجموعة الأولى.
ستلعب البطولة بتقسيم المنتخبات الإثني عشر إلى ثلاث مجموعات تضم كل منها أربع منتخبات. تم وضع السعودية في المجموعة الأولى كونه المستضيف للبطولة.

## الملاعب
| جدة                          | جدةكأس العرب 2012 (المملكة العربية السعودية) | الطائف         | الطائفكأس العرب 2012 (المملكة العربية السعودية) |
| استاد الأمير عبد الله الفيصل | جدةكأس العرب 2012 (المملكة العربية السعودية) | ملعب الملك فهد |                                                 |
| السعة: 20,000                | جدةكأس العرب 2012 (المملكة العربية السعودية) | السعة: 17,000  |                                                 |
|                              | جدةكأس العرب 2012 (المملكة العربية السعودية) |                |                                                 |

## القوائم
قرر الاتحاد المصري المشاركة بالمنتخب الأولمبي تحت 23 سنة وذلك لاعداده للمشاركة في أولمبياد لندن 2012 بينما قرر الاتحاد المغربي الاعتماد على اللاعبين المحليين لصعوبة استدعاء المحترفين خارج المغرب بينما شاركت بقية المنتخبات بلاعبيها الأساسيين.

## الطاقم التحكيمي
اختارت لجنة الحكام في الاتحاد العربي لكرة القدم برئاسة الإماراتي غانم أحمد غانم 24 حكماً عربياً لإدارة مباريات البطولة (أحد عشر حكم ساحة وثلاثة عشر حكم مساعد).

### حكام الساحة
- خالد عبد الرحمن (السودان)
- عبد الرحمن العامري (السعودية)
- جمال حيمودي (الجزائر)
- عبد الله البلوشي (الكويت)
- سليم الجديدي (تونس)
- نواف شكر الله (البحرين)
- جهاد جريشة (مصر)
- محمود عاشور (مصر)
- سليمان دلقم (الأردن)
- رضوان جيد (المغرب)
- حمد الشيخ (الإمارات العربية المتحدة)

### الحكام المساعدون
- أحمد قايد (اليمن)
- بشير حساني (تونس)
- أيمن دجيش (مصر)
- شريف صلاح (مصر)
- فؤاد المغربي (ليبيا)
- بوعزة الرواني (المغرب)
- عبد العزيز الأسمري (السعودية)
- عبد الحق أتشعيلي (الجزائر)
- وليد علي أحمد (السودان)
- علي الواعدي (البحرين)
- رمزان النعيمي (قطر)
- أحمد الشامسي (الإمارات العربية المتحدة)
- أحمد الرويلي (الأردن)

## المباريات

### المجموعة الأولى
| المنتخب  | لعب | فاز | تعادل | خسر | له | عليه | الفارق | النقاط |
| -------- | --- | --- | ----- | --- | -- | ---- | ------ | ------ |
| السعودية | 2   | 1   | 1     | 0   | 6  | 2    | +4     | 4      |
| الكويت   | 2   | 1   | 0     | 1   | 2  | 4    | −2     | 3      |
| فلسطين   | 2   | 0   | 1     | 1   | 2  | 4    | −2     | 1      |

| الكويت | 4-0 | السعودية                                          |
| ------ | --- | ------------------------------------------------- |
|        |     | محمد السهلاوي 22'، 90+3' · عيسى المحياني 51'، 56' |

| فلسطين | 0-2 | الكويت                                   |
| ------ | --- | ---------------------------------------- |
|        |     | عبد الهادي خميس 27' · أحمد الرشيدي 90+2' |

| فلسطين                                               | 2-2 | السعودية                                    |
| ---------------------------------------------------- | --- | ------------------------------------------- |
| حسام أبو صالح 45+1' (ضربة جزاء) · إسماعيل العمور 73' |     | عبد الله شهيل 22'، 90+3' · خالد الزيلعي 85' |

### المجموعة الثانية
| المنتخب | لعب | فاز | تعادل | خسر | له | عليه | الفارق | النقاط |
| ------- | --- | --- | ----- | --- | -- | ---- | ------ | ------ |
| المغرب  | 3   | 2   | 1     | 0   | 8  | 0    | +8     | 7      |
| ليبيا   | 3   | 2   | 1     | 0   | 5  | 2    | +3     | 7      |
| اليمن   | 3   | 1   | 0     | 2   | 3  | 7    | −7     | 3      |
| البحرين | 3   | 0   | 0     | 3   | 1  | 8    | −7     | 0      |

| البحرين | 0 - 4 | المغرب                                                                                   |
| ------- | ----- | ---------------------------------------------------------------------------------------- |
|         |       | إبراهيم البحري 17' · ياسين الصالحي 78' · وليد الحيام 83' (ه.ذ.) · عبد السلام بن جلون 90' |

| اليمن           | 1-3 | ليبيا                                                            |
| --------------- | --- | ---------------------------------------------------------------- |
| علاء الصاصي 69' |     | أحمد سعد عثمان 17' (ضربة جزاء) · علي سلامة 53' · محمد الغويل 89' |

| البحرين | 0-2 | اليمن                                          |
| ------- | --- | ---------------------------------------------- |
|         |     | أكرم الورافي 53' (ضربة جزاء) · محمد بارويس 65' |

| ليبيا | 0-0 | المغرب |
| ----- | --- | ------ |
|       |     |        |

| البحرين         | 1-2 | ليبيا                                             |
| --------------- | --- | ------------------------------------------------- |
| أحمد الختال 38' |     | أحمد سعد عثمان 71' (ضربة جزاء) · محمد الغنودي 74' |

| اليمن | 0-4 | المغرب                                                   |
| ----- | --- | -------------------------------------------------------- |
|       |     | ياسين الصالحي 10' (ضربة جزاء)، 48'، 58'، 63' (ضربة جزاء) |

### المجموعة الثالثة
| المنتخب | لعب | فاز | تعادل | خسر | له | عليه | الفارق | النقاط |
| ------- | --- | --- | ----- | --- | -- | ---- | ------ | ------ |
| العراق  | 3   | 2   | 1     | 0   | 4  | 2    | +2     | 7      |
| السودان | 3   | 1   | 2     | 0   | 4  | 2    | +2     | 5      |
| مصر     | 3   | 0   | 2     | 1   | 3  | 4    | −1     | 2      |
| لبنان   | 3   | 0   | 1     | 2   | 1  | 4    | −3     | 1      |

| لبنان | 0-1 | العراق         |
| ----- | --- | -------------- |
|       |     | مصطفى كريم 89' |

| السودان           | 1-1 | مصر           |
| ----------------- | --- | ------------- |
| معاوية الأمين 80' |     | أحمد مجدي 38' |

| لبنان | 0-2 | السودان                                           |
| ----- | --- | ------------------------------------------------- |
|       |     | محمد عبد المنعم عنكبة 55' · معاوية بشير فداسي 83' |

| مصر                       | 1-2 | العراق                               |
| ------------------------- | --- | ------------------------------------ |
| صالح جمعة 45' (ضربة جزاء) |     | مصطفى كريم 49' · علاء عبد الزهرة 75' |

| لبنان          | 1-1 | مصر                          |
| -------------- | --- | ---------------------------- |
| أكرم مغربي 80' |     | أحمد حمودي 45+1' (ضربة جزاء) |

| السودان          | 1-1 | العراق       |
| ---------------- | --- | ------------ |
| أحمد عادل خضر 9' |     | سلام شاكر 5' |

ملاحظات
هدد العراق بالانسحاب من المنافسة بعد أن تم تعيين حكم مصري في مباراته ضد لبنان على الرغم من أن مصر تقع في نفس مجموعتهما. وفي وقت لاحق قررت لجنة الحكام تعيين حكم مغربي للمباراة بدلا من حكم مصري.

### أفضل الثواني
أفضل منتخب يحتل المركز الثاني بين المجموعات الثلاث يتأهل إلى الدور النصف النهائي. نظرا إلى أن المجموعة الأولى تضم ثلاث منتخبات بينما المجموعتان الثانية والثالثة تضمان أربع منتخبات فإنه تقرر عدم احتساب نتائج صاحبي المركز الرابع في المجموعتين الثانية والثالثة. وبالتالي فإن أفضل منتخب يحتل المركز الثاني سيواجه متصدر المجموعة الأولى وفي المباراة الثانية من الدور النصف النهائي سيتواجه متصدرا المجموعتين الثانية والثالثة.
| المنتخب | لعب | فاز | تعادل | خسر | له | عليه | الفارق | النقاط |
| ------- | --- | --- | ----- | --- | -- | ---- | ------ | ------ |
| ليبيا   | 2   | 1   | 1     | 0   | 3  | 1    | +2     | 4      |
| الكويت  | 2   | 1   | 0     | 1   | 2  | 4    | −2     | 3      |
| السودان | 2   | 0   | 2     | 0   | 2  | 2    | 0      | 2      |

## دور خروج المغلوب
|  | النصف النهائي      | النصف النهائي      |      |                    | النهائي            | النهائي |  |
|  |                    |                    |      |                    |                    |         |  |
|  | 3 يوليو 2012 - جدة |                    |      |                    |                    |         |  |
|  | ليبيا              | 2                  |      |                    |                    |         |  |
|  | السعودية           | 0                  |      |                    |                    |         |  |
|  |                    |                    |      |                    |                    |         |  |
|  |                    |                    |      |                    | 6 يوليو 2012 - جدة |         |  |
|  |                    |                    |      |                    | المغرب (ج.)        | 1(3)    |  |
|  |                    | ليبيا              | 1(1) |                    |                    |         |  |
|  |                    |                    |      |                    |                    |         |  |
|  |                    |                    |      |                    |                    |         |  |
|  |                    |                    |      |                    | المركز الثالث      |         |  |
|  | 3 يوليو 2012 - جدة | 3 يوليو 2012 - جدة |      | 5 يوليو 2012 - جدة | 5 يوليو 2012 - جدة |         |  |
|  | المغرب             | 2                  |      | العراق             | 1                  |         |  |
|  | العراق             | 1                  |      |                    | السعودية           | 0       |  |

### نصف النهائي
| السعودية | 2-0 | ليبيا                                               |
| -------- | --- | --------------------------------------------------- |
|          |     | وليد السباعي 76' · أحمد سعد عثمان 90+6' (ضربة جزاء) |

| العراق                       | 2-1 | المغرب                             |
| ---------------------------- | --- | ---------------------------------- |
| مصطفى كريم 90+6' (ضربة جزاء) |     | أسامة غريب 23' · ياسين الصالحي 28' |

### المركز الثالث
| السعودية | 1-0 | العراق              |
| -------- | --- | ------------------- |
|          |     | علاء عبد الزهرة 16' |

### المباراة النهائية
| ليبيا                                                 | 1–1 (ب.و.إ.) | المغرب                                                                    |
| ----------------------------------------------------- | ------------ | ------------------------------------------------------------------------- |
| فيصل البدري 89'                                       |              | إبراهيم البحري 5'                                                         |
| ركلات الترجيح                                         |              |                                                                           |
| فيصل البدري · محمد الغنودي · علي سلامة · وليد السباعي | 3-1          | ياسين الصالحي · أحمد جحوح · عبد الصمد رفيق · أيوب بورحيم · إسماعيل بلمعلم |

## البطل
| بطل كأس العرب2012       |
| ----------------------- |
| · المغرب · للمرة الأولى |

## قائمة الهدافين
6 أهداف
| - ياسين الصالحي |

3 أهداف
- مصطفى كريم

| - أحمد سعد عثمان |

هدفين اثنين
| - علاء عبد الزهرة - إبراهيم البحري | - عيسى المحياني - محمد السهلاوي |  |

هدف واحد
| - أحمد الختال - صالح جمعة - أحمد حمودي - أحمد مجدي - سلام شاكر - أحمد الرشيدي - عبد الهادي خميس - أكرم مغربي - فيصل البدري | - محمد الغنودي - محمد الغويل - علي سلامة - عبد السلام بن جلون - أسامة غريب - حسام أبو صالح - إسماعيل العمور - خالد الزيلعي - عبد الله شهيل | - محمد عبد المنعم عنكبة - معاوية بشير - معاوية الأمين - أحمد عادل خضر - علاء الصاصي - أكرم الورافي - محمد بارويس |

هدف عكسي
- وليد الحيام (لصالح المغرب)

## الجوائز
أفضل لاعب
- ياسين الصالحي

الهداف
- ياسين الصالحي[15]

## وصلات خارجية
- الموقع الرسمي